# Full Moon (Lied)
Full Moon ist ein Lied der US-amerikanischen Contemporary-R&B-Sängerin Brandy. Geschrieben und produziert wurde der Mid-Tempo-Track von Mike City für das gleichnamige Studioalbum aus dem Jahre 2002. Am 12. Juni wurde der Titelsong als dritte Single des Albums ausgekoppelt.

## Musikvideo
Im Musikvideo der Single wurde von Chris Robinson Regie geführt. Über zwei Drehtage verteilt, am 1. und 2. März, filmte man an diversen Orten Los Angeles’. Brandy war zur Zeit des Videodrehs hochschwanger und tanzt deswegen nicht im Video, welches auch das Model und den Schauspieler Yoki Brown als Brandys Schwarm beinhaltet. Die endgültige Version des Clips feierte am 28. März 2002 auf MTVs TRL.
Das Video beginnt mit Fokus auf Brandy, die nachts auf dem Balkon einen Mann durch ein Teleskop beobachtet, während dieser auf einer Hausparty im Nachbarhaus ankommt. Die Sängerin trägt hochgestecktes Haar, eine weiße Perlenkette, Blue Jeans und ein dunkles Oberteil mit Fledermaus-Ärmeln. Umgezogen – nun trägt Brandy ein beiges Umstandskleid – fährt sie mit einem silbernen Cabriolet entlang der Küste gen Hausparty. Dort wirft sie ein Auge auf den Mann mit langen zusammengebunden Dreadlocks (Brown) und beginnt mit ihm zu flirten. Gegen Ende des Videos, folgt er ihr mit ins Auto. In jenem fahren sie die erneut die Küste entlang um in der Endszene vor dem untergehenden Mond zu halten.

## Charts und Chartplatzierungen
Sehr wenige Promotermine, wie etwa Auftritte in Talkshows oder Radio-Interviews – aufgrund Brandys derzeitiger Schwangerschaft mit Tochter Sy’rai – verursachten, dass Full Moon nicht so erfolgreich wie die Vorgängersingles Another Day in Paradise und What About Us? war. Die Single erreichte Top-20-Platzierungen in den US-amerikanischen Billboard Hot 100 und den Billboard Hot R&B/Hip-Hop Singles & Tracks sowie Platz 15 in den britischen Singlecharts
| ChartsChartplatzierungen       | Höchstplatzierung | Wochen |
| ------------------------------ | ----------------- | ------ |
| Deutschland (GfK)              | 54 (8 Wo.)        | 8      |
| Schweiz (IFPI)                 | 72 (9 Wo.)        | 9      |
| Vereinigtes Königreich (OCC)   | 15 (13 Wo.)       | 13     |
| Vereinigte Staaten (Billboard) | 18 (20 Wo.)       | 20     |